# Mercatorprojektion
Mercatorprojektion er en cylindrisk kortprojektion, som første gang blev fremstillet af den flamske geograf og kartograf Gerardus Mercator i 1569. Den blev standardmetoden ved fremstilling af kort til nautiske formål, fordi den kunne vise linjer med konstant sand pejling eller sand kurs som rette linjer. Disse er kendt som loxodromer eller kurslinjer.
Mercatorprojektion giver et kort, hvor retninger og former er nøjagtige, men hvor der sker en forvrængning af størrelsen, som bliver stadig mere forværret, jo længere afstanden er fra ækvator.

## Egenskaber og historie
Mercators kort fra 1569 var en stor planisfære, som målte 202 gange 124 cm og var trykt på atten selvstændige ark. Som det gælder alle cylindriske projektioner, er breddekredse og meridianer rette linjer, som står vinkelret på hinanden. For at opnå dette må den uundgåelige strækning af kortet i øst-vestlig retning, som forøges med afstanden fra ækvator, følges af en tilsvarende strækning i retningen nord-syd, så øst-vest skalaen for ethvert punkt er den samme som nord-syd skalaen, hvilket gør projektionen konform (vinkeltro). Et kort i Mercatorprojektion kan aldrig fuldt ud vise polområderne, fordi den lineære skalering bliver uendelig stor ved polerne. Da projektionen er konform, bevares vinklerne overalt, men skalaen varierer fra sted til sted, og den voksende unøjagtighed betyder, at Mercatorprojektioner er praktisk talt ubrugelige ved bredder over 70° nord og syd.
Alle linjer med samme pejling vises som rette linjestykker på et Mercatorkort. Dette er netop den rute, som sædvanligvis følges af skibe på havet, hvor der anvendes kompas til at vise de geografiske retninger og til at følge en kurs. Mercatorprojektionens to egenskaber, konformaliteten og loxodromerne, gør den i enestående grad egnet til maritim navigation: Kurser og pejlinger findes ved brug af vindrose eller vinkelmåler, og de tilsvarende retninger overføres let fra punkt til punkt på kortet, f.eks. ved brug af en parallellineal.
De kortforklaringer og det navn (Nova et Aucta Orbis Terrae Descriptio ad Usum Navigatium Emendate: Ny og forbedret beskrivelse af Jorden, tilpasset til brug for navigation), som Mercator gav sit verdenskort, viser, at dets formål udtrykkeligt var at skulle bruges til maritim navigation. Skønt han ikke har forklaret konstruktionsmetoden, benyttede Mercator formentlig en grafisk metode, hvor han overførte nogle loxodromer, som var plottet ind på en globus til en kvadratisk flade og derpå tilpassede afstanden mellem breddegraderne, så disse linjer blev lige og dannede samme vinkel med længdekredsene som på globen.
Udviklingen af Mercatorprojektionen var et stort gennembrud for tegningen af søkort i det 16. århundrede. Det var imidlertid langt forud for sin tid, eftersom de gamle navigationsteknikker ikke var kompatible med anvendelsen af sådanne kort. Der var to hovedproblemer, som forhindrede anvendelsen: For det første umuligheden af at foretage bestemmelse af længdegrad til søs med passende nøjagtighed, og for det andet den kendsgerning, at man brugte den magnetiske pol og ikke den geografiske til retningsfastsættelse. Først omkring midten af det 18. århundrede, hvor skibsuret var opfundet, og hvor fordelingen af den magnetiske deklination på Jordens overflade var kendt, kunne Mercatorprojektionen anvendes fuldt ud af navigatører.
Der er flere, som har bidraget afgørende til udviklingen af Mercatorprojektion:
- Tyskeren Erhard Etzlaub (ca. 1460–1532), som indgraverede "compas kort" i miniature (omkring 10 cm × 8 cm) af Europa og dele af Afrika, breddegraderne 67°–0°, for at kunne justere sine bærbare lomme-solure, ansås i flere årtier for at have udarbejdet en "projektion identisk med Mercators". Det er siden vist at være en fejl, som er sporet tilbage til tvivlsomme undersøgelser i 1917.

- Den portugisiske matematiker og kosmograf Pedro Nunes (1502–1578), der som den første beskrev loxodromer og deres brug i navigation til søs, og som foreslog udarbejdelse af adskillige søkort i ækvidistant cylindrisk projektion for at fremstille verden med et minimum af vinkelforvridning (1537).

- Den engelske mahematiker Edward Wright (ca. 1558–1615), som formaliserede Mercatorprojektionens matematik (1599) og offentliggjorde nøjagtige tabeller for konstruktionen (1599, 1610).

- De engelske matematikere Thomas Harriot (1560–1621) og Henry Bond (ca. 1600–1678), som uafhængigt af hinanden (ca. 1600 og 1645), forbandt Mercatorprojektionen med dens moderne, logaritmiske formel, der senere er udledt ved infinitesimalregning.

## Projektionens matematik
De følgende ligninger bestemmer x- og y-koordinaterne til et punkt på et Mercatorkort, ud fra dets bredde φ og længde λ (hvor λ0 er længden for kortets centrum):
Dette er den inverse Gudermannfunktion:
{\displaystyle {\begin{aligned}x&=\lambda -\lambda _{0}\\y&=\ln \left(\tan \left({\frac {\pi }{4}}+{\frac {\varphi }{2}}\right)\right)\\&={\frac {1}{2}}\ln \left({\frac {1+\sin(\varphi )}{1-\sin(\varphi )}}\right)\\&=\sinh ^{-1}\left(\tan(\varphi )\right)\\&=\tanh ^{-1}\left(\sin(\varphi )\right)\\&=\ln \left(\tan(\varphi )+\sec(\varphi )\right).\end{aligned}}}
Dette er Gudermannfunktionen:
{\displaystyle {\begin{aligned}\varphi &=2\tan ^{-1}(e^{y})-{\frac {\pi }{2}}\\&=\tan ^{-1}(\sinh(y))\\\lambda &=x+\lambda _{0}.\end{aligned}}}
Skalaen er proportional med sekansen til bredden φ, som bliver arbitrært høj nær polerne, hvor φ = ±90°. Desuden er, som det ses af formlerne, polernes y plus eller minus uendelig.

## Udledning af projektionen
Antag, at Jorden er kugleformet. (Den er i virkeligheden en let fladtrykt sfæroide, men for kort i lille skala er forskellen ubetydelig. Yderligere nøjagtighed kan opnås ved at indskyde conformel bredde.) Der søges en transformation fra længde-bredde (λ, φ) til de kartesiske (x, y), som er en "cylinder-tangent til ækvator" (dvs. at x = λ) og conformel, så:
{\displaystyle {\frac {\partial x}{\partial \lambda }}=\cos(\varphi ){\frac {\partial y}{\partial \varphi }}}
{\displaystyle {\frac {\partial y}{\partial \lambda }}=-\cos(\varphi ){\frac {\partial x}{\partial \varphi }}}
Fra x = λ får vi
{\displaystyle {\frac {\partial x}{\partial \lambda }}=1}
{\displaystyle {\frac {\partial x}{\partial \varphi }}=0}
hvilket giver
{\displaystyle 1=\cos(\varphi ){\frac {\partial y}{\partial \varphi }}}
{\displaystyle 0={\frac {\partial y}{\partial \lambda }}}
Derfor er y kun en funktion af φ med {\displaystyle y'=\sec \varphi }, hvor en integraletabel giver
{\displaystyle y=\ln(|\sec(\varphi )+\tan(\varphi )|)+C.\,}
Det er belejligt at henføre φ = 0 tíl y = 0, så sæt C = 0.

## Brug
Som ved alle kortprojektioner, der forsøger at afbilde en kurvet overflade på en plan side, bliver kortets form forvredet i forhold til det sande udseende af Jordens overflade. Mercatorprojektionens fejl omkring størrelsen af arelaer langt fra ækvator kan eksemplificeres således:
- Grønland ser ud til at være nogenlunde af størrelse som Afrika, selv om Afrikas areal er næsten fjorten gange større end Grønlands.
- Alaska ser ud til at have samme eller endog lidt større areal end Brasilien, selv om Braziliens areal i virkeligheden er mere end fem gange større end Alaskas.
- Finlands længde i retningen nord-syd ser ud til at være af samme størrelse som Indiens, mens denne afstand i Indien er langt større.

Skønt Mercatorprojektionen på grund af sine enestående egenskaber stadig er i almindelig brug ved navigation, er kartografer enige om, at dens fejl er så store, at den ikke er passende at bruge til at fremstille hele verden i publikationer eller som vægkort. Mercator selv brugte sinusoidisk projektion til at vise relative arealstørrelser. Som følge af denne kritik benyttes Mercators metode nu fortrinsvis til atlas over områder, hvor fortegnelsen er lille, mens det foretrækkes at benytte andre cylindriske projektioner til verdenskort og for områder langt fra ækvator, eller at benytte en projektion med bevaret areal.
Arno Peters gav anledning til nogen uenighed, da han foreslog, hvad der er kendt som Gall-Peters-projektion, som er en let modificeret udgave af Lamberts cylindriske projektion med bevaret areal, som værende selve alternativet til Mercator. En resolution i 1989 fra syv nordamerikanske geografigrupper modsatte sig brugen af ethvert rektangulært verdenskort, herunder Mercator- og Gall-Peters-kortene.
Google Maps bruger Mercatorprojektion til sine billeder. Maximumbredden φ i Google Maps optræder ved ±85.05113 grader, når Mercators y-værdi = π. Eller mere præcist:
{\displaystyle {\frac {1}{2}}\ln {\bigg (}{\frac {1+\sin(\varphi )}{1-\sin(\varphi )}}{\bigg )}=\pm \pi \Rightarrow \varphi =\pm \arcsin {\bigg (}{\frac {\mathrm {e} ^{2\pi }-1}{\mathrm {e} ^{2\pi }+1}}{\bigg )}}